# Julie Taymor
Julie Taymor (Newton, Massachusetts, 15 de diciembre de 1952) es una directora estadounidense de teatro, ópera, musicales y cine. Fue la directora del musical El rey león, obra por la que ganó dos Premios Tony, a la mejor directora de vestuario y la mejor directora de una producción musical, siendo la primera mujer en ser reconocida en esta categoría.

## Biografía
Estudió en la Escuela de Mimos de París con Jacques Lecoq, así como mitología y folclore en el Oberlin College de Ohio, donde se graduó con honores. Sus obras destacan por la riqueza musical, originalidad y el amplio colorido.
Ha adaptado y musicalizado obras de William Shakespeare en teatro y cine. Dirigió La flauta mágica de Mozart en el Metropolitan Opera de New York y otras obras líricas como El holandés errante de Wagner y Edipo Rey de Stravinsky.
En el largometraje Frida (que obtuvo el Óscar a la mejor banda sonora) narra la vida de la pintora mexicana Frida Kahlo, con la participación de las cantantes mexicanas Chavela Vargas y Lila Downs. Para el filme Across the Universe (A través del universo) Taylor obtuvo los derechos de 30 canciones de los Beatles por 10 millones de dólares. 
Taymor vive y trabaja en Nueva York con el compositor Elliot Goldenthal. 
Ha sido nominada en cuatro ocasiones a los premios Tony, que ha obtenido dos veces. También fue nominada para los Premios Oscar en una ocasión.

## Trabajo en Broadway como directora
- Juan Darien (1996)
- El rey león (1997)
- The Green Bird (2000)
- M. Butterfly (2017)
- Spiderman (2011)

## Filmografía como directora
- Fool's Fire (1992), TV
- Oedipus Rex (Edipo Rey) (1993), ópera, basada en la tragedia de Sófocles Edipo rey
- Titus (1999), cine, basada en el drama  de William Shakespeare Tito Andrónico
- Frida (2002), cine, biografía de la pintora mexicana Frida Kahlo
- Across the Universe (A través del universo) (2007), cine
- The Tempest (La Tempestad) (2010), cine
- A Midsummer Night's Dream (2014), teatro, basada en la comedia de William Shakespeare El sueño de una noche de verano
- My Life on the Road (2018), cine, biografía del icono del feminismo en Estados Unidos Gloria Steinem

## Premios y distinciones
Premios Óscar
| Año  | Categoría              | Película | Resultado |
| ---- | ---------------------- | -------- | --------- |
| 2003 | Mejor canción original | Frida    | Nominado  |

Festival Internacional de Cine de Venecia
| Año  | Categoría                       | Película | Resultado |
| ---- | ------------------------------- | -------- | --------- |
| 2002 | Premio Mimmo Rotella Foundation | Frida    | Ganadora  |